# Parascaptia aureopurpurata
Parascaptia aureopurpurata är en fjärilsart som beskrevs av Rothschild 1912. Parascaptia aureopurpurata ingår i släktet Parascaptia och familjen björnspinnare. Inga underarter finns listade i Catalogue of Life.